# Aurino Bonfim
Aurino Antônio Bomfim Filho (Rio de Janeiro, 10 de fevereiro de 1946 — Embu das Artes, 27 de novembro de 2006) foi um pintor moderno brasileiro, adepto da arte naïf.

## Obra
Um de seus quadros a óleo faz parte do acervo do MIAN – Museu Internacional de Art Naïf no Brasil, assim como sua obra é preservada em diversos países entre outros França, Israel, Japão, Alemanha, Holanda, Finlândia, Canadá, Estados Unidos, Inglaterra, Argentina.
Teve suas obras expostas no Espaço Ciniê, Galeria Telesp,  na II Semana de Cultura Negra, Arte Negra, Projeto Zumbi, Projeto igualdade, Semana Cultural Brasil Angola, Mãe África, Kizomba, Bienal Brasileira de Arte (Refarte de Embu) e na Assembléia Legislativa de São Paulo no no de 2003.